# Vänskapsförbundet Sverige–Israel
Vänskapsförbundet Sverige–Israel, tidigare Samfundet Sverige-Israel, är en ideell förening i Sverige vars ändamål är att “upprätta och öka kunskapen om och förståelsen för Israel och på olika sätt stärka de svensk–israeliska vänskapsbanden”. Organisationen har omkring 3 000 medlemmar i omkring 25 lokalsamfund/avdelningar runt om i landet (2014). Ordförande i Riksorganisationen Vänskapsförbundet Sverige–Israel är sedan 2017 Lars Adaktusson.

## Historia
Organisationen bildades den 8 maj 1953, fem år efter staten Israels bildande, under namnet Samfundet Sverige–Israel. Det skedde efter ett upprop av historieprofessorn Hugo Valentin i Riksdagshuset i Stockholm. I uppropet stod: "I Sverige finns ett starkt, på olika sätt manifesterat intresse för staten Israel. Den svenska pressen ägnar detta land stor uppmärksamhet och många svenskar har börjat besöka landet. De intryck de medfört därifrån har på olika sätt delgivits den svenska allmänheten. För att på olika sätt verka för ökat andligt utbyte de båda länderna emellan och för närmare kännedom i Sverige om Israel har en sammanslutning bildats, kallad Samfundet Sverige–Israel".
Vid organisationens bildande var verksamheten knuten till Stockholm. Till förste ordförande i Stockholmssamfundet utsågs juridikprofessorn Åke Holmbäck. Bland dennes efterträdare kan nämnas bland andra botanikprofessorn Hugo Osvald (1957–1968), pastor Einar Rimmerfors (1968–1973), biskop Ingmar Ström (1973–1975) och professor Torgny Segerstedt (1975–1978). I den första styrelsen ingick Einar Rimmerfors, Ragnar Josephson, Bernhard Tarschys och Ture Nerman.
1954 grundades lokala samfund i Göteborg och Malmö. 1954 blev statsvetaren och publicisten Herbert Tingsten samfundets förste hedersmedlem. När Israels filharmoniska orkester besökte Sverige 1955 stod samfundet som värd.
På 1960-talet stod samfundet som fadder för Svenska kibbutzvänner (Svekiv). 1966 genomförde statsminister Tage Erlander och utbildningsminister Olof Palme ett officiellt besök i Israel, vilket ledde till ett ökat intresse i Sverige för Israel och för samfunden. 1967 blev också Olof och Lisbeth Palme medlemmar i samfundet men begärde utträde året därpå. Vid Stockholmssamfundets årsmöte 1970 medverkade bland andra Johannes Edfelt, Svante Foerster, Torgny Segerstedt, Axel Strand, Arne Geijer, Ingmar Ström, Inga Thorsson, Bo Siegbahn och Cordelia Edvardson.
1978 bildades Riksorganisationen Vänskapsförbundet Sverige–Israel för att tillgodose nytillkomna medlemmar spridda över landet. Antalet medlemmar var då 1 600, fördelade på elva lokalavdelningar (Stockholm, Göteborg, Malmö, Örebro, Västerås, Helsingborg, Falun, Gävle, Växjö, Skara och Jönköping).
Vid rikskonferensen i Norrköping våren 2017 beslutade organisationen att byta namn till Vänskapsförbundet Sverige–Israel.

## Ordförande i Riksorganisationen Vänskapsförbundet Sverige–Israel
- Torgny Segerstedt, 1978–1985[3]
- Knut Ahnlund, 1985–1989[3]
- Ann-Cathrine Haglund, 1989–1994[3]
- Jan-Erik Wikström, 1994–1997[3]
- Örjan Kättström, 1997–2000[3]
- Hadar Cars, 2000–2003[3]
- Gunnar Hökmark, 2003–2012[3]
- Elisabeth Svantesson, 2012–2013[3]
- Annelie Enochson, 2013–2015[3]
- Mathias Sundin, 2015-2017
- Lars Adaktusson, 2017–[1]